# Lathyrus setifolius
Lathyrus setifolius är en ärtväxtart som beskrevs av Carl von Linné. Lathyrus setifolius ingår i släktet vialer, och familjen ärtväxter. Inga underarter finns listade i Catalogue of Life.